# Baptist-Kitzlinger-Schanze
Baptist-Kitzlinger-Schanze – kompleks skoczni narciarskich w niemieckiej miejscowości Rastbüchl w gminie Breitenberg zbudowany w 1967 roku.
Obecny punkt konstrukcyjny największej skoczni jest usytuowany na 74. metrze, zaś HS wynosi 78 metrów. Skocznia wyposażona jest w igelit, zaś jej rekordzistą jest Niemiec Adam Helminger, a rekord wynosi 87 metrów. W skład kompleksu wchodzą też skocznie K35, K15 i K5.

## Skocznia K75

### Dane skoczni
- Punkt konstrukcyjny: 74 m
- Wielkość skoczni (HS): 78 m
- Nachylenie progu: 10,5°
- Wysokość progu: 2,0 m
- Nachylenie zeskoku: 34,5°

### Rekordziści skoczni
Pierwszym rekordzistą skoczni był Andi Rauschmeier, który w 1989 roku uzyskał 77 metrów.
| Lp. | Rok  | Zawodnik           | Odległość |
| --- | ---- | ------------------ | --------- |
| 1.  | 1989 | Andi Rauschmeier   | 77,0 m    |
| 2.  | 1991 | Peter Bauer        | 77,5 m    |
| 3.  | 1991 | Alexander Pointner | 77,5 m    |
| 4.  | 1992 | Ronny Hornschuh    | 79,0 m    |
| 5.  | 1994 | Michael Uhrmann    | 81,0 m    |
| 6.  | 1999 | Michael Uhrmann    | 82,0 m    |
| 7.  | 1999 | Yūta Watase        | 82,5 m    |
| 8.  | 2007 | Vít Háček          | 83,0 m    |
| 9.  | 2008 | Johannes Rydzek    | 83,0 m    |
| 10. | 2013 | Simon Hüttel       | 84,5 m    |
| 11. | 2014 | Adam Helminger     | 87,0 m    |

#### Rekord kobiet
| Lp. | Rok  | Zawodnik         | Odległość |
| --- | ---- | ---------------- | --------- |
| 1.  | 2004 | Daniela Iraschko | 83,5 m    |

## Skocznia K35

### Rekordziści skoczni
Rekordzistą skoczni jest Niemiec Dominik Schaubschläger, który w 2009 roku uzyskał 38,5 metra.

## Skocznia K15

### Rekordziści skoczni
Rekordzistą skoczni jest Czech František Vaculík, który w 1995 roku uzyskał 17 metrów.